# Maupas (Aube)
Maupas település Franciaországban, Aube megyében. Lakosainak száma 99 fő (2022. január 1.). Maupas Jeugny, Longeville-sur-Mogne, La Vendue-Mignot és Villy-le-Bois községekkel határos.

## Népesség
A település népessége az elmúlt években az alábbi módon változott:
| Lakosok száma | 45   | 66   | 71   | 93   | 114  | 110  | 105  | 105  | 102  | 99   |
|               | 1968 | 1982 | 1990 | 2006 | 2013 | 2015 | 2017 | 2019 | 2020 | 2022 |